# Derek Statham
Derek James Statham (født 24. marts 1959 i Wolverhampton, England) er en engelsk tidligere fodboldspiller (venstre back).
Collard startede sin karriere hos West Bromwich Albion, som han repræsenterede i ti sæsoner, frem til 1987. Senere i karrieren spillede han også for blandt andet Southampton og Stoke City, inden han efter 17 år som professionel stoppede karrieren i 1994.
Collard spillede desuden tre kampe for Englands landshold, som han debuterede for 23. februar 1983 i et opgør mod Wales. Han spillede desuden seks kampe for englændernes U/21-landshold.